# BYD Company
BYD Company Limited ou BYD é um conglomerado multinacional chinês de capital aberto com sede em Shenzhen, China. Foi fundada por Wang Chuanfu em fevereiro de 1995. A empresa possui várias subsidiárias importantes: BYD Auto que produz veículos, BYD Electronic que produz peças e montagens eletrônicas e FinDreams que produz componentes automotivos.
A subsidiária da BYD, BYD Auto, é a maior fabricante mundial de veículos elétricos e é uma grande fabricante de automóveis (carros elétricos e híbridos a bateria, ônibus, caminhões, etc.). Através de outras subsidiárias, a BYD também produz empilhadeiras, painéis solares e baterias recarregáveis (baterias para celulares, baterias para veículos elétricos e armazenamento a granel). Ao longo da última década, a principal proporção do rendimento empresarial proveniente do negócio automóvel manteve-se acima de 50%.

## Nome
O nome "BYD" são as iniciais pinyin do nome chinês da empresa Biyadi, que foi criado a partir da marca registrada original da empresa Yadi Electronics (亚迪电子, em homenagem à Yadi Road no novo distrito de Dapeng, onde a empresa já foi sediada) e o O caractere Bi foi convenientemente adicionado para dar à empresa uma vantagem alfabética em feiras comerciais. Mais tarde, a empresa formou um slogan, "Build Your Dream", ou mais comumente "Build Your Dreams".

## História
A BYD foi fundada em fevereiro de 1995 com foco em baterias recarregáveis de níquel-cádmio (NiCd). Enquanto trabalhava como vice-supervisor no Instituto de Pesquisa de Não Ferrosos de Pequim, o fundador da BYD, Wang Chuanfu, percebeu uma oportunidade apresentada pela mudança nas empresas japonesas de baterias de  NiCd para baterias de hidreto metálico de níquel (NiMH) e íons de lítio (Li-ion). Tendo identificado esta mudança de mercado em 1993, mudou-se para Shenzhen com o seu primo Lu Xiangyang e fundou a Shenzhen BYD Battery Company Limited em 1995 para capitalizar a oportunidade.
Ao contrário dos processos intensivos em capital e altamente automatizados no Japão, a BYD implementou uma abordagem de fabricação redesenhada, incorporando mais trabalho manual. Este processo de fabricação, juntamente com a produção interna de máquinas-chave, contribuiu para uma redução substancial nos custos unitários em comparação com os concorrentes japoneses. Apesar da produtividade nominal da BYD ser dez vezes menor que a das empresas japonesas, o custo unitário de uma bateria japonesa era cinco ou seis vezes maior. Como resultado, a BYD Company Ltd. ascendeu rapidamente para se tornar o principal fabricante mundial de baterias NiCd em julho de 2002, respondendo por 65% da produção global. Em sete anos, a BYD garantiu sua posição como o segundo maior produtor de baterias NiMH e o terceiro maior em baterias de íon-lítio.
Após dez anos, a BYD conquistou mais da metade do mercado mundial de baterias para celulares e era o maior fabricante chinês (e um dos quatro maiores do mundo) de todos os tipos de baterias recarregáveis.
Em setembro de 2008, a MidAmerican Energy Holdings, uma subsidiária da Berkshire Hathaway Inc de Warren Buffett, investiu cerca de US$ 230 milhões por 10% (ou 9,89%) da BYD a HK$ 8/ação.
A BYD liderou a lista Bloomberg Businessweek Tech 100 de 2010, uma lista de grandes empresas de tecnologia de rápido crescimento. A substituição de máquinas por mão-de-obra reduziu os custos e a empresa começou a expandir-se para além das baterias, acrescentando automóveis e componentes para celulares.
Devido à desaceleração das vendas da BYD Auto, entre 2017 e 2019, a BYD viu seu lucro líquido cair drasticamente por três anos consecutivos, especialmente em 2019, quando caiu para CN¥ 1.6 bilhão. No entanto, Wang insistiu em investir CN¥ 8.4 bilhões em pesquisa e desenvolvimento.

### Indústria automobilística
Em 2002, Wang criou uma nova afiliada para ser listada na Bolsa de Valores de Hong Kong. A oferta pública inicial (IPO) publicada em 31 de julho de 2002 concentrou-se exclusivamente na ambição da BYD de se tornar a segunda maior empresa de baterias do mundo, sem nenhuma menção de se aventurar na indústria automobilística.
Em dois anos, seu primeiro carro, o BYD F3, estreou com produção iniciada em abril de 2005. A empresa produziu seu primeiro veículo híbrido plug-in, o BYD F3 DM em 2008, seguido por seu primeiro veículo elétrico a bateria de produção, o BYD e6 em 2009. Em março de 2022, a BYD encerrou a produção de veículos com motor de combustão interna puro para se concentrar em veículos elétricos plug-in.
Atualmente, o negócio automotivo constitui a maior parte da receita da BYD. Em 2022, a BYD relatou uma receita de cerca de CN¥ 324,691 bilhões de produtos automotivos e relacionados, um aumento anual de 151,78 % e representaram 76,57 % da receita total da BYD.
Em pesquisa e desenvolvimento, a BYD investiu CN¥ 18,654 mil milhões em 2022, marcando um aumento anual de 133,44 %.

## Assuntos Corporativos
A empresa tem sua sede corporativa no distrito de Pingshan, Shenzhen  na China. Sua sede na América do Norte fica no centro de Los Angeles, e a BYD possui escritórios de vendas em vários países.

## Subsidiárias e empresas

### BYD Eletrônico
BYD Electronic Co., Ltd. fabrica componentes de aparelhos e monta telefones celulares para seus clientes como OEM ou ODM. Criada como subsidiária da BYD em 2002, emitiu um IPO na Bolsa de Valores de Hong Kong em 2007, tendo sido constituída em Hong Kong em 14 de junho de 2007.

### Semicondutores BYD
BYD Semiconductor Co., Ltd. foi fundada em 2020, fabrica e distribui produtos semicondutores, como circuitos integrados, módulos de transistor bipolar de porta isolada, diodos emissores de luz, chips e outros produtos. A empresa planejou emitir uma oferta pública inicial (IPO) antes de cancelá-la em novembro de 2022, já que a empresa optou por aumentar os investimentos na produção de wafers.

### Empilhadeira BYD
A BYD Forklift foi fundada em 2009 e sediada em Zhenjiang e  desenvolve e produz empilhadeiras elétricas com capacidade de produção anual de 30 mil unidades. A empresa comercializa suas empilhadeiras desde 2014.

### FinDreams
FinDreams é o nome de cinco empresas fornecedoras automotivas de propriedade da BYD. Essas empresas foram anunciadas em março de 2020 como spin-offs da BYD. A criação das empresas FinDreams foi feita para aumentar as vendas de componentes para outras empresas automotivas. As empresas incluem FinDreams Battery, FinDreams Powertrain, FinDreams Technology, FinDreams Vision (cancelada), e FinDreams Precision.
Seu nome chinês, 'Fudi' vem de um poema do Clássico da Poesia, que significa honestidade, confiabilidade, firmeza e diligência.

#### Bateria FinDreams
FinDreams Battery Co., Ltd. foi registrada em 5 de maio de 2019 como sucessora da BYD Lithium Battery Co. Seus produtos incluem baterias de consumo, baterias eletrônicas, baterias de veículos elétricos e baterias de armazenamento de energia. É o terceiro maior produtor mundial de baterias para veículos elétricos, com uma quota de mercado global de 12% no primeiro semestre de 2022. É especializada em baterias de fosfato de ferro-lítio (LFP).
No início de 2022, a empresa iniciou a construção de uma fábrica em joint venture com o Grupo FAW chamada FAW-FinDreams para produzir baterias. A BYD detinha 51 % das ações, enquanto a FAW detinha o restante. Localizada em Changchun, a usina foi projetada com capacidade total de 45 GWh. A primeira bateria saiu da fábrica em julho de 2023 e entrou em operação em setembro de 2023.
Em junho de 2023, a FinDreams Battery estabeleceu uma joint venture com o Huaihai Holding Group, mais conhecido por triciclos elétricos e scooters elétricos, com a intenção de estabelecer o maior fornecedor mundial de baterias de íon de sódio. Em janeiro de 2024, foi iniciada a construção da planta de fabricação de íons de sódio. A planta de US$ 1,4 bilhão terá capacidade de produção anual de 30 GWh.

#### Trem de força FinDreams
FinDreams Powertrain Co., Ltd. desenvolve e produz motores e peças relacionadas ao trem de força, como transmissões, eixos, plataformas para carros elétricos e sistemas híbridos plug-in.

#### Tecnologia FinDreams
FinDreams Technology Co., Ltd. desenvolve e produz eletrônicos automotivos e peças relacionadas a chassis que são usadas em automóveis de passageiros, veículos comerciais e transporte ferroviário.

#### Precisão FinDreams
FinDreams Precision Co., Ltd. (anteriormente FinDreams Molding) opera fabricação de moldagem de plástico e pesquisa e desenvolvimento.

### Trânsito ferroviário

#### Monotrilho Skyrail
A BYD construiu sistemas de monotrilho em todo o mundo, incluindo o Metrô Guang'an e o Metrô Guilin na China, a Linha 17 em São Paulo e o VLT do Subúrbio em Salvador. A BYD também faz parte de um consórcio que recebeu um contrato de pré-desenvolvimento para construir um monotrilho do Vale de São Fernando a LAX através do Sepulveda Pass em Los Angeles.

#### Bonde SkyShuttle
A BYD também oferece um produto de bonde com pneus de borracha, conhecido como "SkyShuttle". O bonde com pneus de borracha Bishan em Chongqing está operacional.

### Armazenamento de energia
BYD Home Energy System, simplificado como BYD HES, era um produto integrado, combinando painéis solares, bateria, inversor, etc. Este sistema gerava eletricidade a partir da energia solar e depois a armazenava. Foi vendido no Japão.

## Fabricação

### Cadeia de mantimentos
A BYD é caracterizada por seu sistema de cadeia de suprimentos vertical, originando-se como uma empresa de baterias em 1995, antes de se aventurar no mercado de automóveis (via BYD Auto) em 2003. Na altura, a BYD também aproveita os baixos custos laborais da China, transformando as linhas de produção de baterias de energia de intensivas em capital para intensivas em mão-de-obra, garantindo uma vantagem competitiva através de um sistema robusto de cadeia de abastecimento e custos de produção reduzidos. Após a entrada na indústria automobilística, a BYD desenvolveu toda a cadeia da indústria automotiva, enfatizando a pesquisa e o desenvolvimento de tecnologia central. A proficiência em componentes-chave, como baterias, motores e controle eletrônico foi alcançada, marcada por uma linha de produção de baterias totalmente automatizada em larga escala.
A BYD diversificou em pesquisa e desenvolvimento de semicondutores ao estabelecer a BYD Semiconductor em 2020. Os componentes principais, incluindo chips automotivos e o sistema inteligente automotivo DiLink, foram desenvolvidos de forma independente. O estabelecimento das empresas FinDreams a partir de dezembro de 2019 concentrou-se em baterias de energia, iluminação automotiva, eletrônicos, trem de força e moldagem de plástico. A BYD investiu pesadamente no desenvolvimento de componentes principais, com um orçamento e pessoal substanciais para P&D. Os dados da Founder Securities revelam um aumento anual de 7,0% no investimento em P&D da BYD, atingindo 7,99 bilhão de yuans em 2021. A empresa testemunhou um aumento de 12,9% no pessoal de P&D, totalizando 40.382 em 2021. Notavelmente, a BYD alcançou um crescimento anual de 19,7% no número de patentes, atingindo 29.777 em 2020.

### Instalações

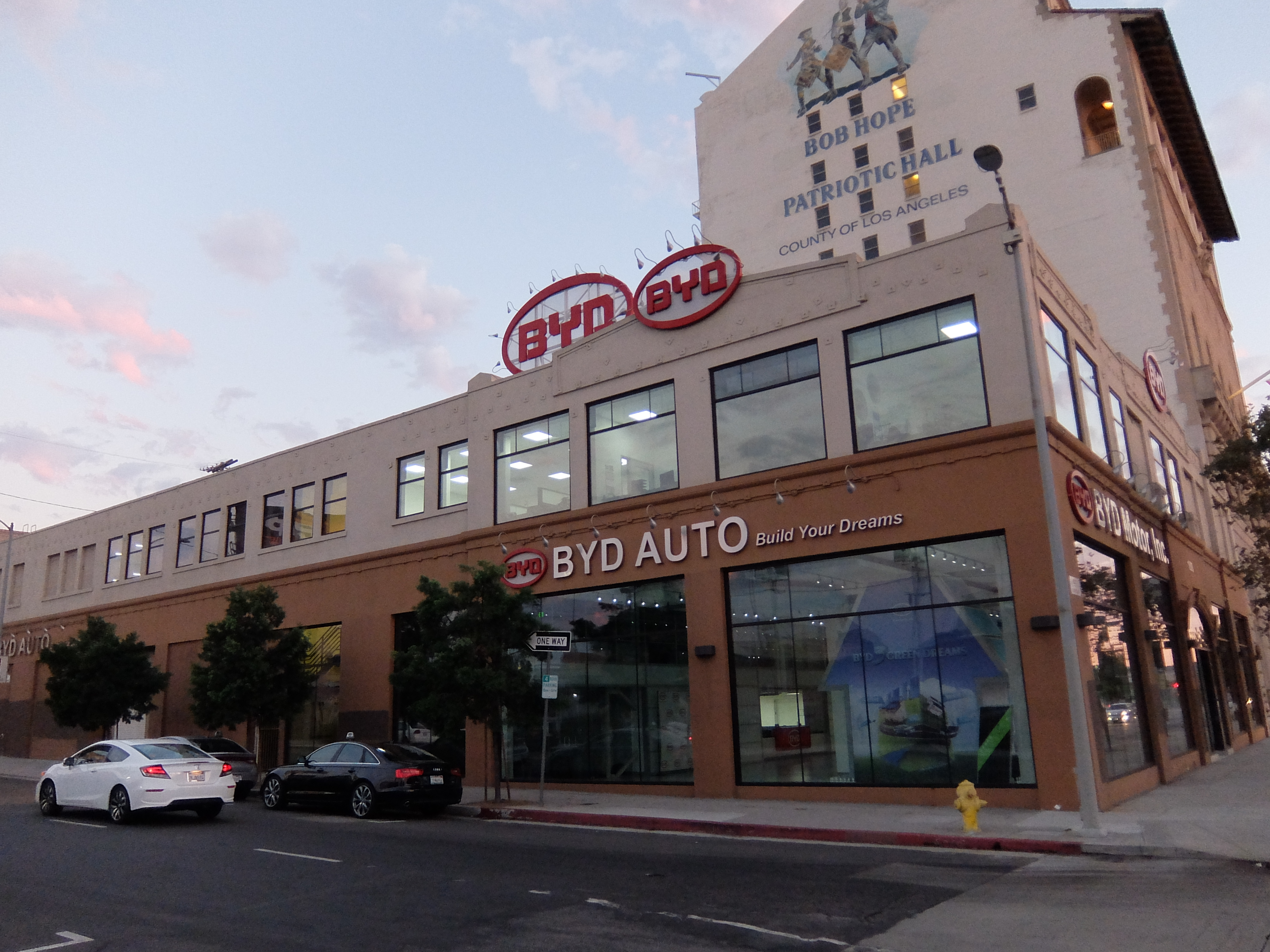
Sede da BYD nos EUA em Los Angeles, Califórnia, Estados Unidos

A BYD tem muitas bases de produção, incluindo três locais em Shenzhen (um dos quais está na autointitulada 'BYD Road' no distrito de Pingshan, Shenzhen), bem como locais em Huizhou, Shanxi, e Xangai.
As bases de produção de automóveis incluem uma linha de montagem de automóveis em Xi'an, uma fábrica de ônibus elétricos K9 em Dalian, um módulo fotovoltaico (painel solar), uma fábrica de nível 1 da Bloomberg New Energy Finance em Pequim, um centro de P&D e uma montagem de automóveis nascente linha em Shenzhen e um centro de P&D em Xangai.
As operações nos EUA podem ser encontradas em Elk Grove Village, Illinois, e São Francisco, Califórnia. A BYD também adquiriu um local para uma futura sede na América do Norte no centro de Los Angeles, e construiu e opera uma fábrica em Lancaster, Califórnia, perto de Los Angeles.
Em 2019, uma fábrica de ônibus foi inaugurada em Newmarket, Ontário, para atender pedidos no Canadá.
A BYD possui três fábricas no Brasil, sendo a primeira inaugurada em 2015 para a produção de ônibus elétricos. Em abril de 2017 inaugurou sua segunda planta de módulos fotovoltaicos. Em 2020, a BYD inaugurou sua terceira fábrica no país, em Manaus, especificamente para baterias de fosfato de ferro-lítio, para uso em ônibus elétricos. Em abril de 2024, a BYD anunciou o início das obras em sua nova instalação em Camaçari, região metropolitana de Salvador. A planta já pertenceu à montadora norte-americana Ford. A empresa encarregada da construção desta fábrica, a Jinjiang, foi acusada pelo Ministério Público do Trabalho, em dezembro de 2024, de manter os operários chineses "em condições análogas à escravidão" e foram encerradas as instalações antes do Natal. A BYD reagiu, dizendo que ia rescindir, com efeito imediato o contrato com a Jinjiang.
A BYD possui duas instalações de montagem de ônibus elétricos na Europa em Komarom, Hungria e Beauvais, França. A BYD construiu uma nova instalação em Chongqing, China, para produzir suas baterias blade, que são consideradas as baterias EV mais seguras.

## Reconhecimento
A empresa foi reconhecida pela inovação; por exemplo, desenvolveu tecnologias que permitem que as baterias dos telemóveis sejam fabricadas à temperatura ambiente, em vez de em salas caras e secas e aquecidas. Em 2010, a BusinessWeek classificou a BYD como a oitava empresa mais inovadora do mundo  e nesse mesmo ano a Fast Company classificou a BYD como a 16ª mais inovadora. Em 2017, a PV Magazine premiou a BYD com a principal categoria de inovação em seu recém-lançado sistema de armazenamento de bateria, que promove o progresso em três categorias: modularidade, capacidade de carga e descarga e eficiência.

## Ações judiciais e controvérsias
Em setembro de 2021, a BYD nomeou Lu Kewen, um influenciador online conhecido por espalhar tropas anti-semitas, como porta-voz da empresa.
Em 5 de novembro de 2021, um funcionário de 36 anos foi encontrado morto em uma casa alugada. Segundo seus familiares, sua morte súbita ocorreu devido a horas extras de alta intensidade. No entanto, nenhuma autópsia foi realizada, portanto a causa da morte permanece obscura. A BYD concordou em pagar à família do funcionário falecido uma quantia fixa de ¥ 200.000 RMB como compensação.

### Nos Estados Unidos
Em 2022, o Departamento de Comércio dos Estados Unidos descobriu que a BYD tinha contornado as tarifas sobre painéis solares ao encaminhar as suas operações através de países do Sudeste Asiático.
A Lei de Autorização de Defesa Nacional para o ano fiscal de 2024 propôs a proibição do financiamento de defesa dos EUA para baterias BYD por motivos de segurança.

### Disputas da Foxconn
Além do litígio de patentes a Foxconn processou a BYD em Hong Kong e Illinois em 2007, alegando que a BYD roubou 50 funcionários da Foxconn e foi cúmplice no roubo de segredos comerciais para estabelecer uma operação concorrente de fabricação de telefones celulares. Os processos judiciais foram instaurados antes que a BYD Electronic fosse desmembrada pela BYD no final de 2007, atrasando a listagem pública na bolsa de valores de Hong Kong em meio ano.
A BYD emitiu um pedido reconvencional à Foxconn no tribunal de Hong Kong, alegando difamação e suborno de autoridades chinesas, bem como intimidação por parte da Foxconn.